# Claudia Fröhlich
Claudia Fröhlich (* 1967 in Memmingen) ist eine deutsche Filmeditorin.

## Leben
Zum Anfang ihrer Karriere hat Claudia Fröhlich zunächst als Foley-Editorin, Synchron-Editorin und Tongestalterin gearbeitet, bevor sie zum Filmschnitt wechselte. Sie hat zahlreiche Produktionen der TV-Reihen Tatort und Polizeiruf 110, sowie andere TV-Spielfilme montiert, und arbeitet häufig mit den Regisseuren Hartmut Griesmayr, Ulrich König, Dirk Regel, Axel Barth, Florian Kern, Nikolai Müllerschön und Hannu Salonen zusammen. 2018 erhielt sie den Preis für Best Editing beim Buddha Int. Filmfestival für den Schnitt des Films Einmal immer von Susanne Boeing.
Fröhlich ist Mitglied der Deutschen Filmakademie, der Deutschen Akademie für Fernsehen, und im Bundesverband Filmschnitt Editor e. V. (BFS).

## Filmografie (Auswahl)
- 1999: BAP: An und für sich (Musikvideo)
- 1999–2002: SK Kölsch (TV-Serie, 13 Folgen)
- 2000: Mutter wider Willen (TV-Film)
- 2001: Scheidung mit Hindernissen
- 2002: Marga Engel kocht vor Wut (TV-Reihe)
- 2002–2007: Polizeiruf 110 (TV-Reihe)
  - 2002:  Henkersmahlzeit
  - 2003:  Kopf in der Schlinge
  - 2003:  Mama kommt bald wieder
  - 2004:  Barbarossas Rache
  - 2004:  Rosentod
  - 2004:  Ein Bild von einem Mörder
  - 2005:  Vollgas
  - 2006:  Tod im Ballhaus
  - 2007:  Tod in der Bank
  - 2007:  Verstoßen
  - 2007:  Tod eines Fahnders
- 2004: Ein Engel namens Hans-Dieter
- 2004–2009: Tatort (TV-Reihe)
  - 2004:  Eine ehrliche Haut
  - 2006:  Kunstfehler
  - 2006:  Liebe macht blind
  - 2008:  Tod einer Heuschrecke
  - 2008:  Blinder Glaube
  - 2009:  Bittere Trauben
  - 2010:  Tango für Borowski
- 2004: Inspektor Rolle (TV-Serie, 2 Folgen)
- 2006: Die Unbeugsamen (TV-Film)
- 2006: Hilfe, meine Tochter heiratet
- 2007: Ein starkes Team: Unter Wölfen (TV-Reihe)
- 2008: Das Traumpaar
- 2008: Hilfe, meine Schwester kommt!
- 2008: Tischlein deck dich
- seit 2009: Der Bergdoktor (TV-Serie)
  - 2016: Ein letztes Lied
  - 2016: Zehn Jahre Ewigkeit
  - 2016: Die falsche Frau
  - 2018: Der Preis des Lebens
  - 2019: Die dunkle Seite des Lichts
  - 2020: Bauernopfer
- 2009: So ein Schlamassel
- 2009: Rumpelstilzchen
- 2010: Des Kaisers neue Kleider
- 2012: Das Duo: Tote lügen besser (TV-Reihe)
- 2012: Heiter bis tödlich: Akte Ex (TV-Serie)
- 2013–2021: Tierärztin Dr. Mertens (TV-Serie, 13 Folgen)
- 2016: Das Mädchen aus dem Totenmoor (TV-Film)
- 2016: Einmal Immer (Kino-Kurzfilm)
- 2017: Das Wasser des Lebens
- 2018: Der Ranger – Paradies Heimat: Wolfsspuren
- 2018: Der Ranger – Paradies Heimat: Vaterliebe
- 2022: Erzgebirgskrimi – Ein Mord zu Weihnachten
- 2023: Mordsschwestern – Verbrechen ist Familiensache (TV-Serie, 3 Folgen)